# Liaoningopterus
Liaoningopterus (a veces erróneamente escrito como "Liaoningopteryx") fue un género de pterosaurio pterodactiloide ornitoqueírido que vivió entre el Barremiense y el Aptiense, en el Cretácico Inferior hallado en la formación Jiufotang de Chaoyang, Liaoning, en China.

## Descripción
El género fue nombrado en 2003 por Wang Xiaolin y Zhou Zhimin. La especie tipo es Liaoningopterus gui. El nombre del género se deriva de Liaoning y el griego latinizado pteron, "ala". El nombre de la especie honra al profesor Gu Zhiwei, un especialista en invertebrados que fue pionero en el estudio de la biota de Jehol.
El género está basado en el holotipo IVPP V-13291, un cráneo parcial y un esqueleto aplastados que incluyen las mandíbulas, dientes, una vértebra cervical, y huesos del dedo que soportaba el ala. Era un pterosaurio grande — el mayor conocido de China en el momento de su descripción — con una longitud craneal estimada en 61 centímetros, y una envergadura estimada en cinco metros. El cráneo era largo y bajo, con dos crestas pequeñas cerca de la punta del hocico tanto en la mandíbula superior como en la inferior. La cresta del hocico era de doce centímetros de largo, de forma simétrica con una altura máxima de diecisiete milímetros. El borde del maxilar superior era muy recto. Los dientes solo se encontraban en el extremo anterior de las mandíbulas; eran alargados pero robustos, incrementando generalmente su tamaño desde la parte posterior hacia el frente. El cuarto diente del maxilar superior tenía una longitud de 81 milímetros, siendo el mayor conocido de cualquier pterosaurio. Es excepcional en tamaño comparado a los otros dientes de Liaoningopterus, ya que el mayor diente de la mandíbula mide 41 milímetros. La longitud de los dientes en el espécimen es muy variable, lo que explican los autores por la presencia de dientes de reemplazo recientemente erupcionados. Tenía veinte pares de dientes en el maxilar superior y trece o catorce en el inferior. 
La vértebra cervical preservada tiene una longitud en su centro de 46 milímetros y una altura de 34 milímetros. De las piezas óseas de la primera falange del ala se puede reconocer que tenía una longitud total de cerca de cincuenta centímetros.
Los autores describieron a Liaoningopterus como un probable piscívoro, debido a su hocico largo y aguzado.

## Clasificación
Wang clasificó a Liaoningopterus como un miembro de los Anhangueridae, mayormente debido a sus crestas. Esta opinión fue reiterada por él en 2005. En 2006 Lü Junchang publicó un análisis cladístico mostrando que Liaoningopterus era un miembro basal de Anhangueridae; en 2008 un análisis hecho por Ji Qiang situó a Liaoningopterus en una tricotomía con Anhanguera y Tropeognathus. Dentro de la terminología alternativa de David Unwin Liaoningopterus es un miembro de los Ornithocheiridae.
A continuación se presenta un cladograma mostrando la ubicación filogenética de este género dentro de Ornithocheirae según el análisis de Andres y Myers (2013).
|  | Liaoningopterus gui |
|  |                     |
|  | Anhanguera          |
|  |                     |

|  | Ornithocheirus simus                                                                     |
|  |                                                                                          |
|  | \| \| Coloborhynchus clavirostris \| \| \| \| \| \| Coloborhynchus wadleighi \| \| \| \| |
|  |                                                                                          |
|  | Coloborhynchus clavirostris                                                              |
|  |                                                                                          |
|  | Coloborhynchus wadleighi                                                                 |
|  |                                                                                          |

|  | Coloborhynchus clavirostris |
|  |                             |
|  | Coloborhynchus wadleighi    |
|  |                             |

|  | Ornithocheirus simus                                                                     |
|  |                                                                                          |
|  | \| \| Coloborhynchus clavirostris \| \| \| \| \| \| Coloborhynchus wadleighi \| \| \| \| |
|  |                                                                                          |
|  | Coloborhynchus clavirostris                                                              |
|  |                                                                                          |
|  | Coloborhynchus wadleighi                                                                 |
|  |                                                                                          |

|  | Coloborhynchus clavirostris |
|  |                             |
|  | Coloborhynchus wadleighi    |
|  |                             |

|  | Liaoningopterus gui |
|  |                     |
|  | Anhanguera          |
|  |                     |

|  | Ornithocheirus simus                                                                     |
|  |                                                                                          |
|  | \| \| Coloborhynchus clavirostris \| \| \| \| \| \| Coloborhynchus wadleighi \| \| \| \| |
|  |                                                                                          |
|  | Coloborhynchus clavirostris                                                              |
|  |                                                                                          |
|  | Coloborhynchus wadleighi                                                                 |
|  |                                                                                          |

|  | Coloborhynchus clavirostris |
|  |                             |
|  | Coloborhynchus wadleighi    |
|  |                             |

|  | Ornithocheirus simus                                                                     |
|  |                                                                                          |
|  | \| \| Coloborhynchus clavirostris \| \| \| \| \| \| Coloborhynchus wadleighi \| \| \| \| |
|  |                                                                                          |
|  | Coloborhynchus clavirostris                                                              |
|  |                                                                                          |
|  | Coloborhynchus wadleighi                                                                 |
|  |                                                                                          |

|  | Coloborhynchus clavirostris |
|  |                             |
|  | Coloborhynchus wadleighi    |
|  |                             |